# 全國革命指導委員會
全國革命指導委員會（阿拉伯语：‎）是1963年政變後為統治敘利亞而成立的二十人委員會。
全國革命指導委員會由12名復興黨人、8名納賽爾主義者和無黨派人士組成。最初幾個月，委員會的具體成員名單一直保密。雖然也有一些平民加入，但主要是軍官。
在全國革命指導委員會內部，軍官們成立了一個掌握實權的委員會，被稱為「軍政府中的軍政府」。